# Лебедевка (Вышгородский район)
Лебеде́вка (укр. Лебедівка) — село, входит в Вышгородский район Киевской области Украины. Расположено у Киевского водохранилища.
Население по переписи 2001 года составляло 1257 человек. Почтовый индекс — 07360. 
По селу Лебедевка получила название лебедовская культура бронзового века (XI — первая половина VIII века до н. э.).
В Facebook странички:
Лебедивская гимназия https://www.facebook.com/profile.php?id=100010158994631
ЛЕБЕДІВСЬКИЙ старостинський округ (с. Лебедівка) Пірнівської ОТГ https://www.facebook.com/groups/138295868477201
Лебедівка онлайн https://www.facebook.com/groups/967233220454189
Объявления в Лебедевке. Всё кроме политики! https://www.facebook.com/groups/761483384358031/

## Известные уроженцы
- Шолуденко, Никифор Никитович — Герой Советского Союза, воин-танкист, первым на танке въехал в центр Киева во время его освобождения в 1943 году.

## Местный совет
07360, Київська обл., Вишгородський р-н, с. Лебедівка, вул. Соборна,14  (укр.)

## Транспортное соединение
Расписание движения маршрутных такси
"Киев (ст. м. Героев Днепра - напротив магазинов АТБ и БАУЛ) - с. Лебедивка" 
(через г. Вышгород)
ежедневно
График движения автобусов по состоянию на 02.06.2022г.:
Лебедивка-Киев 6:30, 7:05, 8:30, 10:45, 15:50, 18:30.
Киев-Лебедивка (ст. г. Героев Днепра возле АТБ) 7:50, 9:30, 12:15, 17:30, 19:30.
Стоимость проезда – 55 грн.
Маршрут пригородный 399 с. Лебедевка - ст. м. Героев Днепра.
Маршрут пригородный 351 с. Пирново - ст. м. Героев Днепра
Обслуживает ООО "Димерское автотранспортное предприятие" + 38-045-963-1764
Местонахождение юридического лица: 07330, Киевская обл., Вышгородский район, поселок городского типа Дымер, улица Шевченко, дом 89